# Rijeka bez imena
"Rijeka bez imena" pjesma je koja je predstavljala Bosnu i Hercegovinu na Eurosongu 2007. u Helsinkiju, a izvodila ju je Marija Šestić. Tekst je napisala Aleksandra Milutinović, a uglazbio ju je Goran Kovačić. Pjesma se na engleskom jeziku zove Never wake me up. Pjesma je snimljena i na ruskom jeziku kao Безымянная река. 

## Vanjske poveznice
- Službena web stranica BH Eurosonga  Arhivirana inačica izvorne stranice od 28. ožujka 2007. (Wayback Machine)